# On Air (album, The Rolling Stones)
On Air je koncertní album britské rockové skupiny The Rolling Stones, které vyšlo v roce 2017. Jedná se o živý kompilát nahraný v rozmezí let 1963–1965. Standardní verze obsahuje 18 koncertních skladeb vysílaných v letech 1963–1965 v BCC a deluxe verze obsahuje dalších 14 skladeb.

## Seznam skladeb
| Pořadí | Skladba                                | Autor skladby                                   |                       | Datum nahrávání   | Délka |
| ------ | -------------------------------------- | ----------------------------------------------- | --------------------- | ----------------- | ----- |
| 1.     | "Come On"                              | Chuck Berry                                     | Saturday Club         | 26. října 1963    | 2:03  |
| 2.     | "(I Can't Get No) Satisfaction"        | Mick Jagger, Keith Richards                     | Saturday Club         | 18. září 1965     | 3:46  |
| 3.     | "Roll Over Beethoven"                  | Chuck Berry                                     | Saturday Club         | 26. října 1963    | 2:19  |
| 4.     | "The Spider and the Fly"               | Mick Jagger, Keith Richards                     | Yeah Yeah             | 30. srpna 1965    | 3:14  |
| 5.     | "Cops and Robbers"                     | Kent Harris                                     | Blues in Rhythm       | 9. května 1964    | 3:44  |
| 6.     | "It's All Over Now"                    | Bobby Womack, Shirley Womack                    | The Joe Loss Pop Show | 17. července 1964 | 3:18  |
| 7.     | "Route 66"                             | Bobby Troup                                     | Blues in Rhythm       | 9. května 1964    | 2:32  |
| 8.     | "Memphis, Tennessee"                   | Chuck Berry                                     | Saturday Club         | 26. října 1963    | 2:22  |
| 9.     | "Down the Road a Piece"                | Don Raye                                        | Top Gear              | 6. března 1965    | 2:01  |
| 10.    | "The Last Time"                        | Mick Jagger, Keith Richards                     | Top Gear              | 6. března 1965    | 3:10  |
| 11.    | "Cry to Me"                            | Bert Berns                                      | Saturday Club         | 18. září 1965     | 3:07  |
| 12.    | "Mercy, Mercy"                         | Don Covay, Ronald Miller                        | Yeah Yeah             | 30. srpna 1965    | 2:54  |
| 13.    | "Oh! Baby (We Got a Good Thing Goin')" | Barbara Lynn                                    | Saturday Club         | 18. září 1965     | 1:49  |
| 14.    | "Around and Around"                    | Chuck Berry                                     | Top Gear              | 23. července 1964 | 2:45  |
| 15.    | "Hi-Heel Sneakers"                     | Tommy Tucker                                    | Saturday Club         | 18. dubna 1964    | 1:56  |
| 16.    | "Fannie Mae"                           | Buster Brown, Clarence L. Lewis, Bobby Robinson | Saturday Club         | 18. září 1965     | 2:11  |
| 17.    | "You Better Move On"                   | Arthur Alexander                                | Blues in Rhythm       | 9. května 1964    | 2:46  |
| 18.    | "Mona"                                 | Bo Diddley                                      | Blues in Rhythm       | 9. května 1964    | 2:58  |

## Obsazení
The Rolling Stones
- Mick Jagger – zpěv, harmonika
- Keith Richards – kytara, doprovodné vokály
- Brian Jones – kytara, harmonika
- Bill Wyman – baskytara, doprovodné vokály
- Charlie Watts – bicí
- Ian Stewart – piáno